# Gasett
En gasett är en nyhetstidning, vanligen åsyftande vissa tidningar i länder där det franska lånordet gazette används. Tidningar med namnet Gazette och varianter är vanliga, bland annat i fransk-, engelsk- och ryskspråkiga länder.
Ordet kommer från franska gazette, av italienska gazeta, som var ett venetianskt småmynt. Ordet kom att bli synonymt med nyhetstidningar i mitten av 1500-talet eftersom de kostade just en gazeta.